# Andrea Schwarzenberger
Andrea Schwarzenberger (26 aprile 1972) è un'ex sciatrice alpina tedesca.
Prima della riunificazione tedesca (1990) gareggiò per la nazionale tedesca occidentale.

## Biografia
Sciatrice polivalente originaria di Krün, la Schwarzenberger debuttò in campo internazionale in occasione dei Mondiali juniores di Madonna di Campiglio 1988, dove vinse la medaglia d'oro nella discesa libera e quella d'argento nel supergigante; in Coppa del Mondo ottenne due piazzamenti, entrambi in slalom gigante: il 28 novembre 1992 a Park City (12ª) e il 5 dicembre seguente a Steamboat Springs (17ª), ultimo risultato della sua carriera agonistica. Non prese parte a rassegne olimpiche o iridate.

## Palmarès

### Mondiali juniores
- 2 medaglie:
  - 1 oro (discesa libera a Madonna di Campiglio 1988)
  - 1 argento (supergigante a Madonna di Campiglio 1988)

### Coppa del Mondo
- Miglior piazzamento in classifica generale: 87ª nel 1993

### Campionati tedeschi
- 2 medaglie[1]:
  - 2 bronzi (slalom gigante, slalom speciale nel 1992)